# Рух Філозофічни
Рух Філозофічни (пол. Ruch Filozoficzny, досл. укр. Філософський рух) — філософський журнал, виданий вперше у Львові 1911 року Польським філософським товариством. Після закінчення Другої світової війни та у зв'язку з передачею Львова СРСР видавництво «Рух Філозофічни» було перенесено до Торуня, де працює з 1946 року. Журнал присвячений популяризації філософії, публікації філософських дискусій та доповідей на конференціях.